# Venere di Galgenberg
La Venere di Galgenberg (o Dancing Fanny) è una scultura del 30000 a.c. ed è l'opera in pietra, a forma antropomorfa, più antica giunta sino ai nostri giorni.

## Storia
Il reperto è stato rinvenuto, nel 1988, nei dintorni della città austriaca di Stratzing. Nel momento della scoperta, l'opera era frantumata in otto pezzi. Il materiale utilizzato per realizzare la scultura è presente nelle vicinanze del sito dove è stata rinvenuta, ciò è di supporto all'ipotesi che il reperto sia stato creato non lontano da Stratzing.

## Descrizione
La scultura è stata realizzata in serpentino, ha un peso pari a 10 grammi ed è alta 7,2 cm. Chi ha realizzato l'opera ha scolpito le forme dell'individuo solo nella parte anteriore, lasciando la parte posteriore piatta. Vi sono divergenze, su cosa il manufatto effettivamente rappresenti: alcuni vedono in esso la rappresentazione di un cacciatore con un bastone.